# 헬몬트 스포르트
헬몬트 스포르트(Helmond Sport)는 1967년 7월 27일에 창단된 네덜란드 헬몬트의 축구 클럽으로, 현재 에이르스터 디비시에서 활동하고 있다.

## 성적
- 에이르스터 디비시 우승

우승 (1): 1982
- KNVB 컵 준우승

우승 (1): 1985

## 선수 명단

### 현역
참고: FIFA 자격 규정에 따라 소속된 국가대표팀 국기를 표시합니다. 선수는 복수의 FIFA 비회원국 국적을 가지고 있을 수 있습니다.
| 번호 | 포지션 | 국적 | 이름               |
| ---- | ------ | ---- | ------------------ |
| 6    | MF     |      | 미셸 사이먼 루드윅 |

| 번호 | 포지션 | 국적 | 이름 |
| ---- | ------ | ---- | ---- |

## 역대 감독
| 감독              | 임기        |
| ----------------- | ----------- |
| 헤랄트 파넨뷔르흐 | 2006 ~ 2007 |
| 케빈 호플란트     | 2024 ~      |